# کارلو پونتی
کارلو پونتی (به ایتالیایی: Carlo Ponti) (زاده در ۱۱ دسامبر ۱۹۱۲ - وفات در ۱۰ ژانویه ۲۰۰۷) تهیه‌کننده ایتالیایی بود. او در سال ۱۹۱۲ میلادی در شهری در نزدیکی میلان ایتالیا به دنیا آمد و در سن ۹۴ سالگی در شهر ژنو سوییس درگذشت.

## کارهای هنری
تهیه‌کنندهٔ بزرگ ایتالیایی، فیلم‌هایی مثل جاده، دکتر ژیواگو و آگراندیسمان را تهیه کرده بود. از دیگر فیلم‌های او می‌توان به پرستار، آنجا که خورشید نمی‌تابد، پلیس زن، میهمان و میلان می‌لرزد: پلیس به‌دنبال عدالت اشاره کرد.

## زندگی
او سوفیا لورن را در زمان نوجوانی کشف کرده بود و آن دو زمان طولانی در کنار یکدیگر زیستند. او هم‌زمان با ظهور نئورئالیسم ایتالیا در حدود ۱۵۰ فیلم تهیه کرده بود که از آن میان می‌توان به فیلم‌های کارگردانان مشهوری همچون ژان لوک گدار، کلود شابرول، ژاک دمی، میکل آنجلو آنتونیونی و فدریکو فلینی نام برد. او همچنین فیلم دکتر ژیواگو را برای دیوید لین در سال ۱۹۶۵ تهیه کرد که نامزد دریافت جایزه اسکار بهترین فیلم نیز شد. «دو زن» او که توسط ویتوریو دسیکا کارگردانی شده بود یک جایزه اسکار برای همسرش سوفیا لورن به ارمغان آورد. این تهیه‌کننده مشهور در سن ۹۴ سالگی و در زمانی که سوفیا لورن همسرش و فرزندانش در کنارش بودند در سوییس درگذشت.